# Stragari (okręg szumadijski)
Stragari (cyr. Страгари) – wieś w Serbii, w okręgu szumadijskim, w mieście Kragujevac. W 2011 roku liczyła 827 mieszkańców.